# Союз 9
„Союз 9“ е съветски пилотиран космически кораб.

## Екипажи

### Основен екипаж
- Андриян Николаев (2)
- Виталий Севастянов (1)

### Дублиращ екипаж
- Анатолий Филипченко
- Георгий Гречко

### Резервен екипаж
- Василий Лазарев
- Валерий Яздовски

## Описание на полета
Полетът слага началото на разработването в космоса на средства, необходими за продължителни полети без създаване на борда на изкуствена гравитация. Полетът е с продължителност над 17 денонощия – към този момент абсолютен рекорд за престой в космоса. Рекордът за продължителност на автономен полет (без скачване с орбитална станция) не е подобрен и до днес. Максималната продъжителност на полет на совалка по програмата Спейс Шатъл (STS-80) е с 66 минути по-малка. Програмата на полета е изпълнена напълно.
След завръщането си на Земята и двамата космонавта изпитват значителни трудности със свикването към земната гравитация. Около шест денонощия след завръщането са в болница под наблюдението на лекари. Впоследствие се възстановяват напълно. На база този опит се разработват методики, осигуряващи физиологическо натоварване на организма по време на полета за запазване здравето на екипажа. Така стават възможни съвременните дълговременни експедиции на орбиталните станции.
По време на полета е изиграна шахматна партия Космос – Земя (от страна на Земята – Н. Каманин и В. Горбатко).